# Titularbistum Civitate
Civitate ist ein Titularbistum der römisch-katholischen Kirche. 
Es geht zurück auf einen mittelalterlichen Bischofssitz in der Stadt San Paolo di Civitate, die sich in der italienischen Region Apulien befindet. Er gehörte der Kirchenprovinz Benevento an. 
| Titularbischöfe von Civitate |                                                       |                                                |                 |                   |
| Nr.                          | Name                                                  | Amt                                            | von             | bis               |
| 1                            | Martin Michael Johnson Titularerzbischof pro hac vice | emeritierter Erzbischof von Vancouver (Kanada) | 8. Januar 1969  | 23. November 1970 |
| 2                            | Juan Alfredo Arzube                                   | Weihbischof in Los Angeles (USA)               | 9. Februar 1971 | 25. Dezember 2007 |
| 3                            | Juan Ignacio Arrieta Ochoa de Chinchetru              | Kurienbischof                                  | 12. April 2008  |                   |